# كوماموناسية كستنائية اللون
كوماموناسية كستنائية اللون (الاسم العلمي: Comamonas badia) هي نوع من البكتيريا، سلبية الغرام، تتبع جنس الكوماموناسية.